# Chileogovea jocasta
Chileogovea oedipus - gatunek kosarza z podrzędu Cyphophthalmi i rodziny Pettalidae.

## Występowanie
Gatunek endemiczny dla Chile. Znany z Pata de Gallina w regionie Biobío.